# Nicolás Mingorance Camacho
Nicolás Mingorance Camacho (18 de fevereiro de 1928), é um letrista (ou "letreiro" como ele mesmo se denomina) espanhol, membro da entidade carnavalesca Afilarmónica NiFú-NiFá, desde 1963. É autor de grande parte das letras que formam o repertório da "La Fufa" ao largo de sua história. Atuou com a entidade de forma consecutiva durante quarenta anos (1963 - 2002).